# Oi Polloi
Oi Polloi – grupa punkrockowa powstała w 1981 roku w Edynburgu (Szkocja). W 1985 ukazuje się pierwszy materiał – kaseta demo wydana przez zespół – "Destroi the System". Od początku istnienia w zespole grało około 50 muzyków. Z założycieli pozostał tylko Deek – wokalista. Muzyka zespołu ewoluowała od oi do zaangażowanego anarchopunka. Teksty piosenek dotyczą m.in. ochrony środowiska, wyzwolenia zwierząt, wegetarianizmu, zwalczania faszyzmu, brutalności policji. Poza graniem muzyki angażują się w akcje anarchistyczne, ekologiczne oraz ruchu antyfaszystowskiego. Kilkakrotnie odwiedzali Polskę, co zaowocowało dość dobrą znajomością języka polskiego przez Deeka. Ich motto to "No compromise in defense of our earth".

## Dyskografia

### 7" EP
- Resist the Atomic Menace 1986 (Endangared Musik Records; reedycja – Campary Records  1994)
- Outrage 1988 (Words of Warning Records)
- Omnicide 1991 (Words of Warning Records)
- Guilty 1993 (Ruptured Ambitions Records)
- Right to Choose 1994 (Split z Blown Apart Bastards)
- Oi Polloi 1994 (Nikt Nic Nie Wie Records)
- Punx'n'Skins 1996 (Fight 45 Records)
- THC 1998 (Campary Records)
- Let the Boots Do the Talking 1999 (Ruptured Ambitions Records)
- Carson? 2003 (Nikt Nic Nie Wie Records)

### 12" LP /CD
- Unlimited Genocide 1986 (Split z A.O.A. – COR Records)
- Skins ’n’ Punks Volume Two 1987 (Split z Betrayed – Oi! Records)
- Mad as Fuck 1987 (Split z Toxic Ephex – Green Vomit Records)
- Unite and Win 1987 (Oi! Records; reedycja CD/LP – Step-1 Records 2001)
- In Defence of Our Earth 1990 (Words of Warning Records)
- Outraged by the Atomic Menace 1990 (Words of Warning Records)
- Fight Back! (reedycja nagrań ze splitów z A.O.A. oraz Betrayed)
- Total Anarchoi 1996 (Live/Studio Collection – CD/LP – Step-1 Records)
- Fuaim Catha 1999 (Skuld Records)
- Six of the Best 2002 (reedycja nagrań z sześciu 7" – Rugger Bugger Discs Records)
- Outraged by the System 2002 (Step-1 Records)
- Alive and Kicking 2003 (Step-1 Records)
- Pigs for Slaughter - 20 Years of Anarcho-Punk Chaos 2004 (historyczny "the best of..." – część nakładu z dodatkowym DVD z trasy w Polsce z 1994 – Rejected Records)
- Ceól Gàidhlig mar Sgian nad Amhaich 2005 (składanka z Mill a h-uile rud, Atomgevitter oraz Nad Aislingean) (Roblem Records)
- Oi Polloi / Nikmat Olalim 2006 (split LP z zespołem z Izraela – Campary)
- Ar ceol ar canan ar-@-mach 2006 (AR)
- In Defence of Our Earth 2006 (reedycja ze zmienioną szatą graficzną – Nikt Nic Nie Wie)

### Live / Demo
- Destroi the System 1985
- Green Anarchoi 1986
- Live Worldwide 1992 (Ruptured Ambitions Records)
- Live in Berlin 1994 (Red Rosetten Records)
- Live at the Z Club 1994 (Ruptured Ambitions Records)
- Live in Gliwice (Zima Records)
- Live in Rzeszów1995 (V.I.Pig Tapes, wydawnictwo na rzecz stowarzyszenia "EkoFront")
- It's Not the Monkey Who Needs It's Head Examined (Tribal War Records)
- Guilty 1998 (Nikt Nic Nie Wie Records)